# Oberburg
Oberburg är en ort och kommun i distriktet Emmental i kantonen Bern, Schweiz. Kommunen har 2 926 invånare (2023).